# Amata robinsoni
Amata robinsoni là một loài bướm đêm thuộc phân họ Arctiinae, họ Erebidae.